# کلیسای سرکیس مقدس (چاناقچی علیا)
کلیسای سرکیس مقدس (ارمنی: Սուրբ Սարգիս Եկեղեցի) کلیسایی است مرتبط به کلیسای حواری ارمنی، متعلق به سده هجدهم میلادی که در روستای چناقچی علیا در شهرستان زرندیه استان مرکزی واقع شده‌است.
تاریخ ساخت این بنا مربوط به سال ۱۷۷۰ میلادی می‌باشد. در فضای داخلی کلیسا، سطح محراب نسبت به کف تالار یا فضای پوشیده به طور قابل توجهی مرتفع است. در سطوح دیوارهای داخلی کلیسا، نماد‌ها و مظاهر باورهای پیروان حضرت مسیح به صورت تابلوهای نقاشی بسیار زیبایی خودنمایی می‌کند
از دیدگاه معماری این کلیسا شامل دو بخش است: بخش قدیمی که بیشتر از گل و سنگ و خشت ساخته شده و بخش دیگر که با آجر تجدید بنا شده است. نقشه این کلیسا شامل فضای روباز (حیاط) و بخش مسقف است. پس از ورودی، فضایی دیده می شود و سطح محراب نسبت به کف تالار یا فضای پوشیده به طور قابل توجهی مرتفع است. سقف این کلیسا با استفاده از تیرهای بلند چوبی و هم چنین تخته و پرتو پوشیده شده است. در سطوح دیوارهای داخلی کلیسا، نمادها و مظاهر و باورهای دینی و مذهبی پیروان حضرت مسیح (ع) مشاهده می شود. این عناصر و آثار در قالب تابلوهای نقاشی در زمینه سرنوشت حضرت مسیح و حواریون ایشان است.

## مراسم انگورچینی
مراسم انگورچینی در شهریور ماه هر سال در میان ارامنه ساکن روستا برگزار می شود انجام این مراسم همراه با اجرای موسیقی و خواندن دعای دسته جمعی است.

## نگارخانه

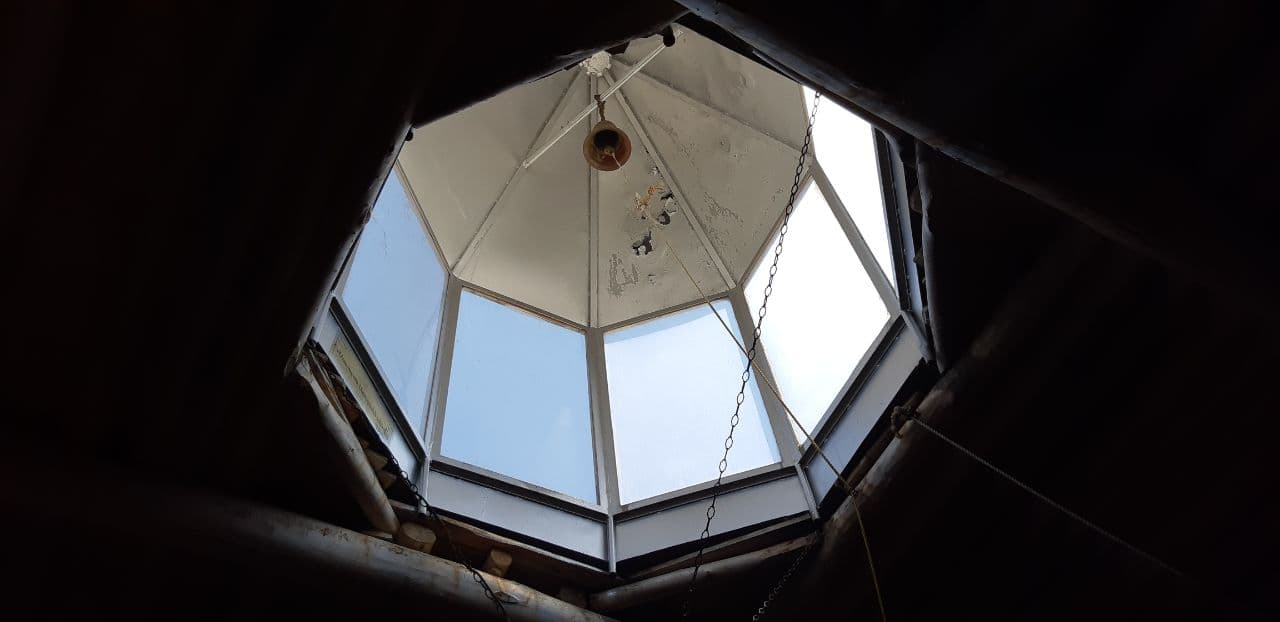
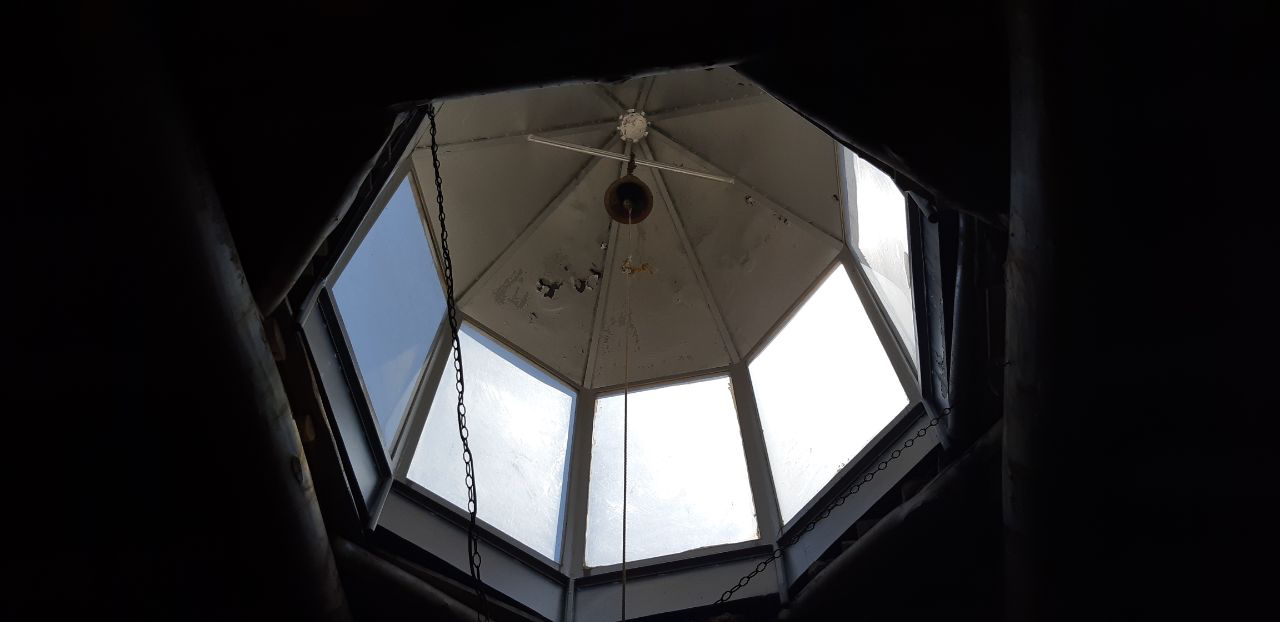
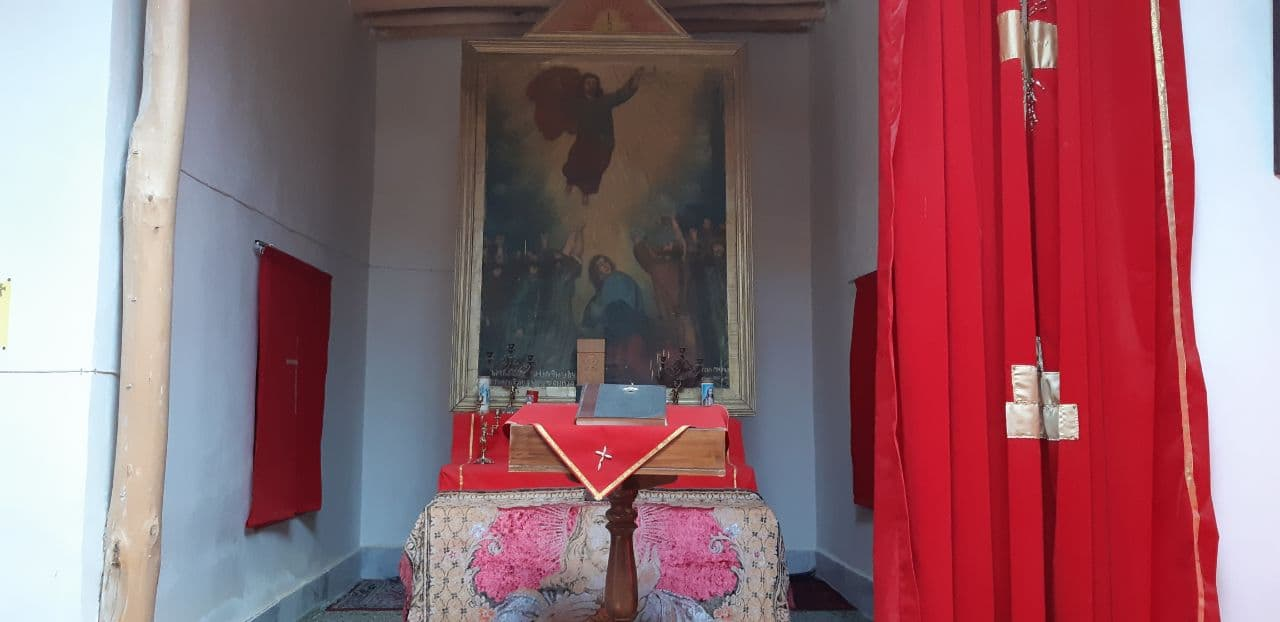
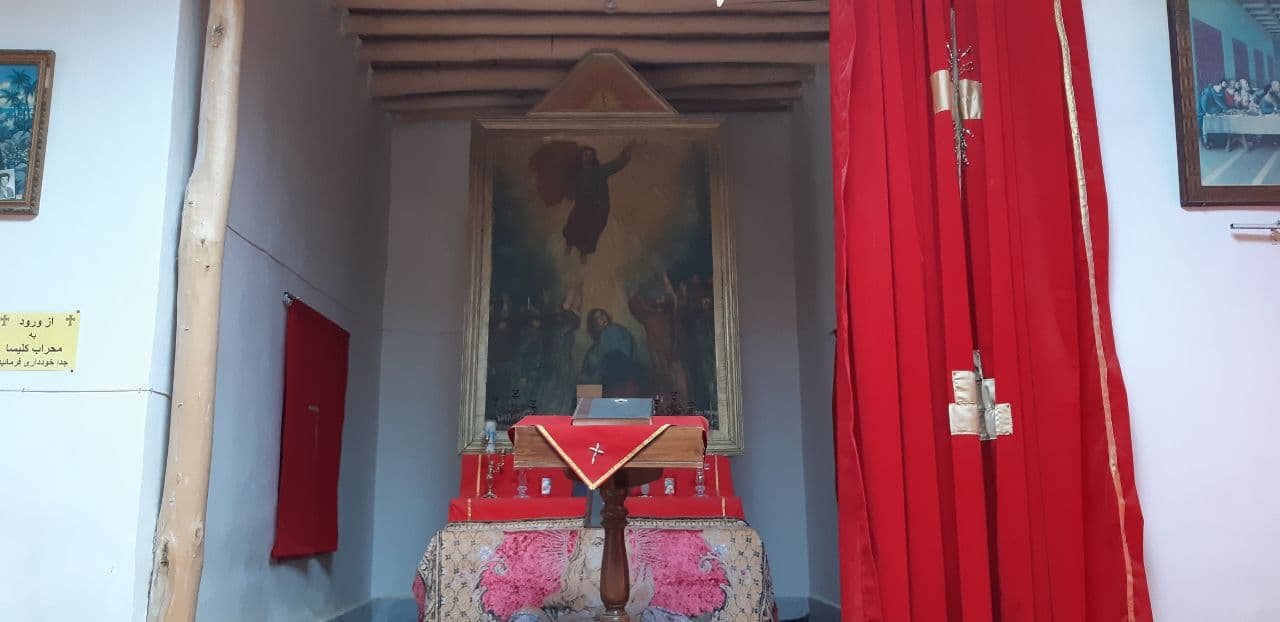
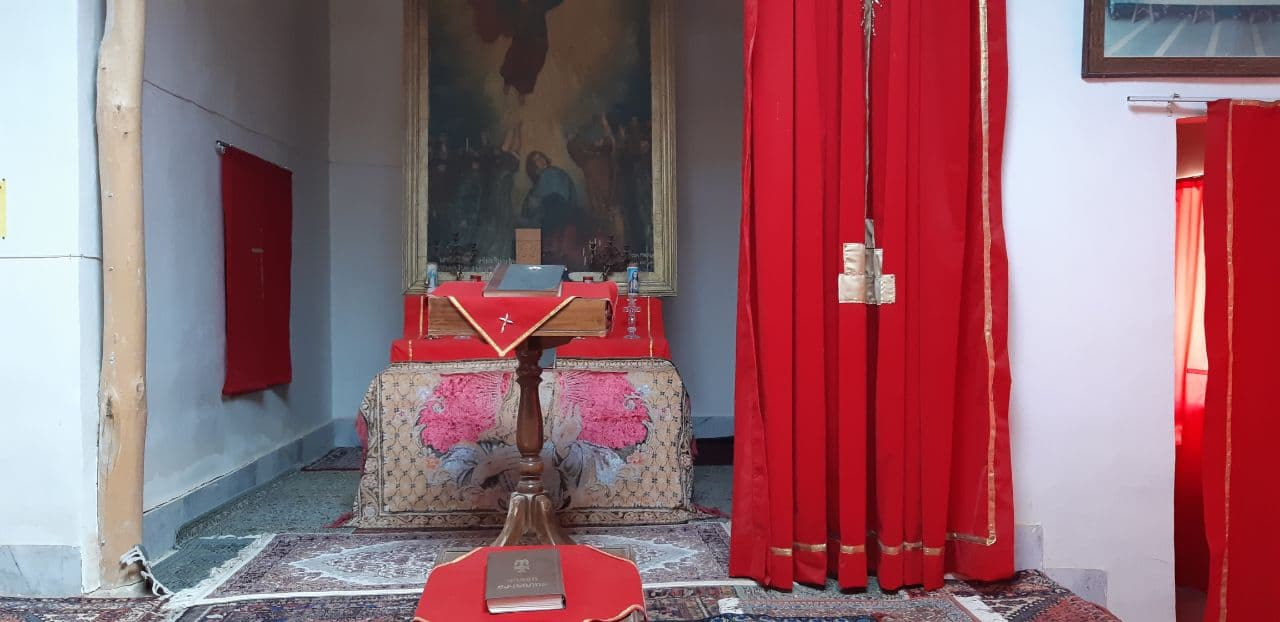
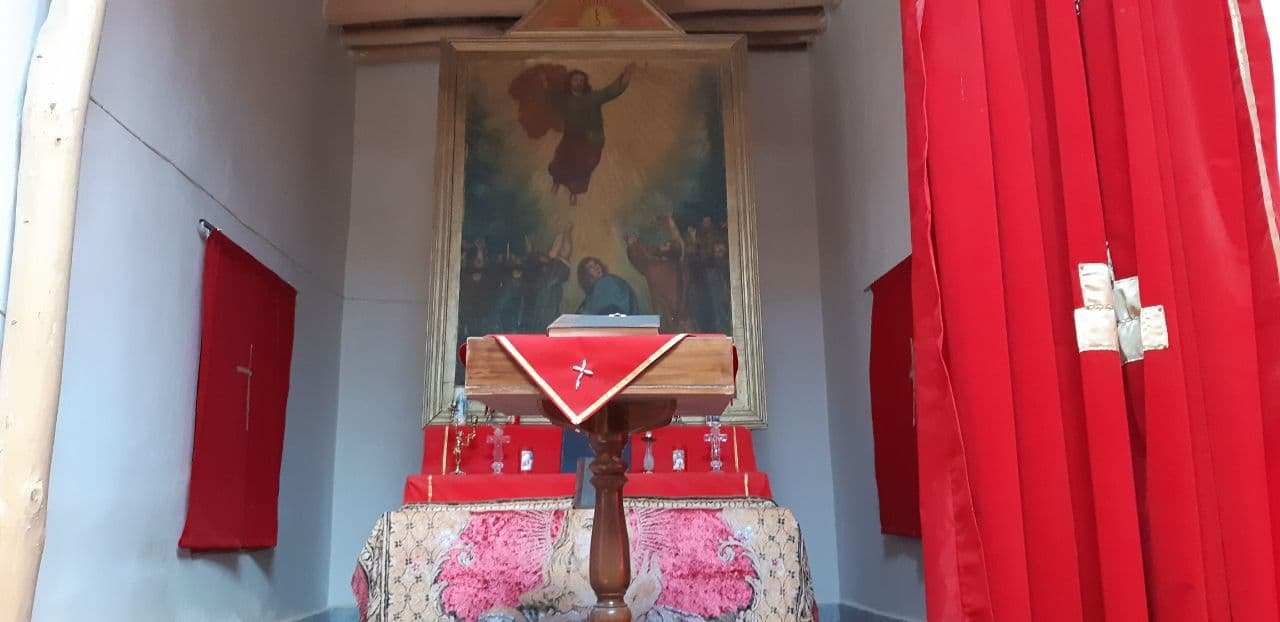
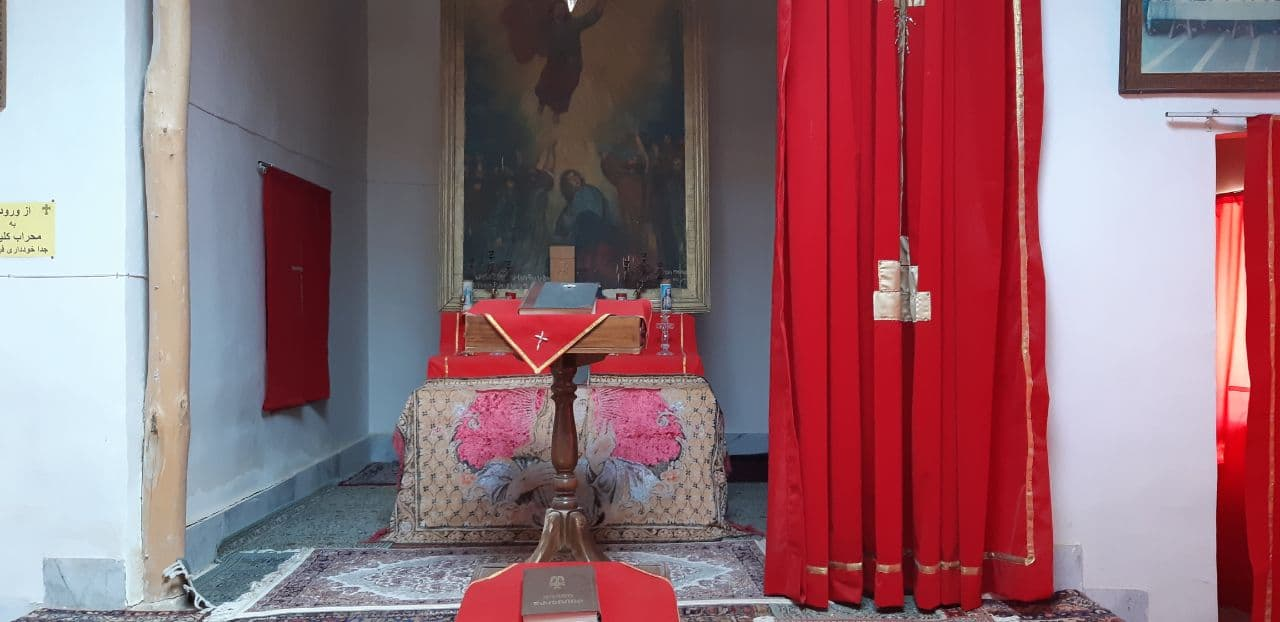
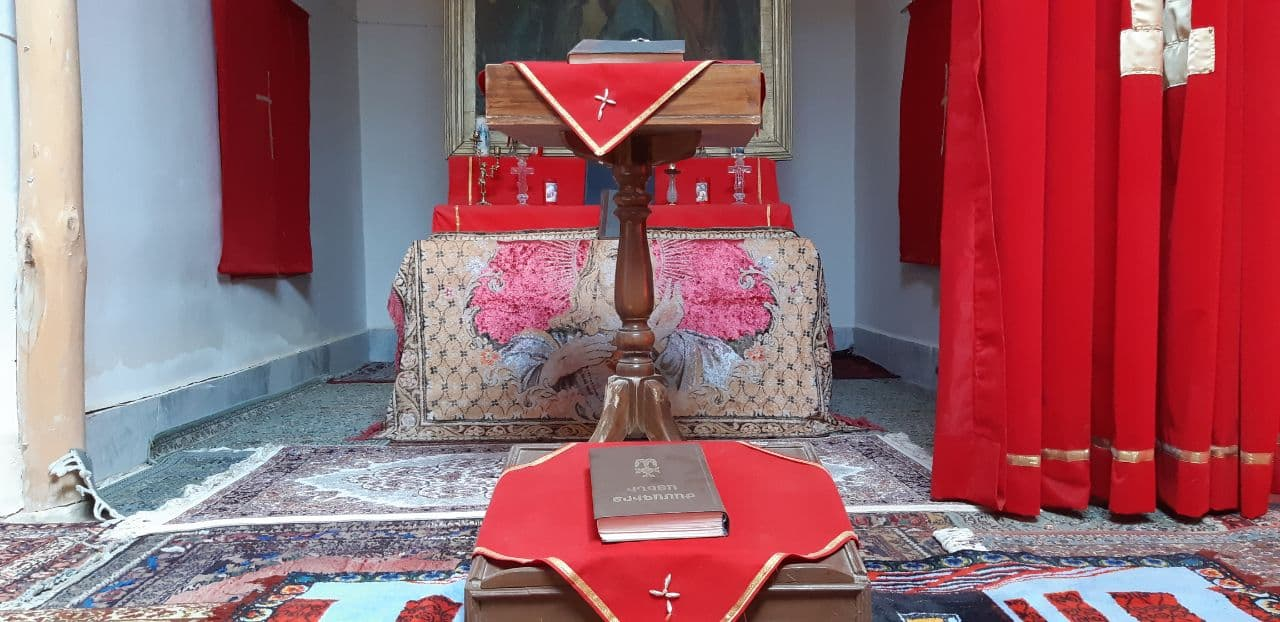
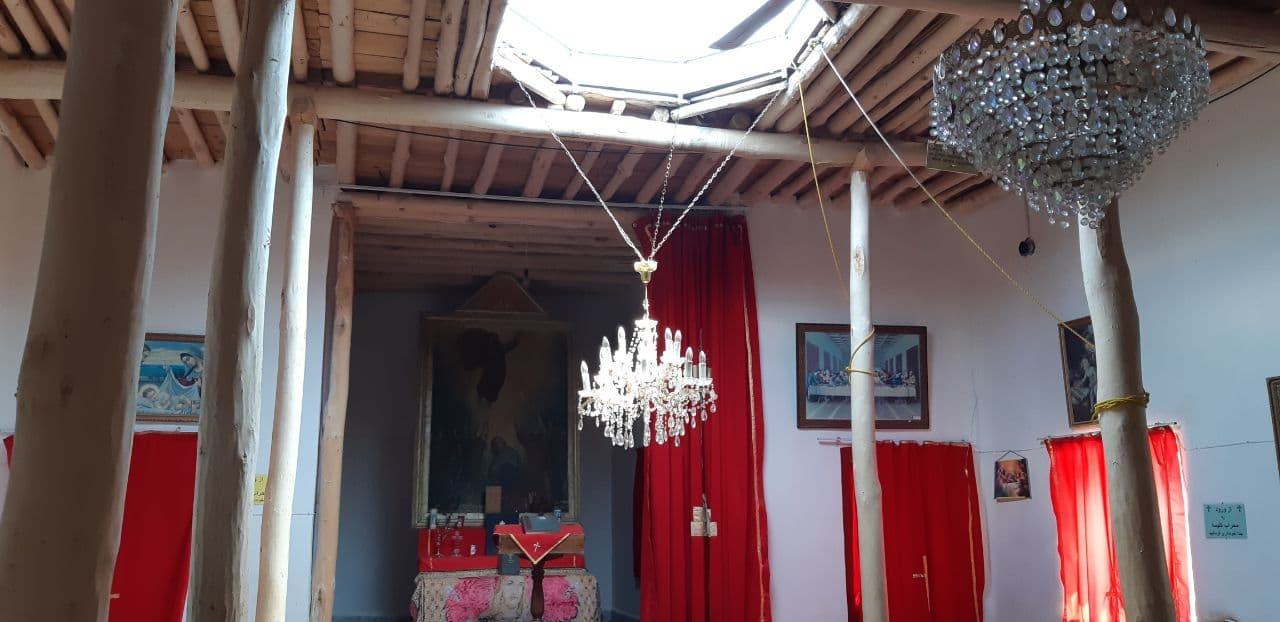
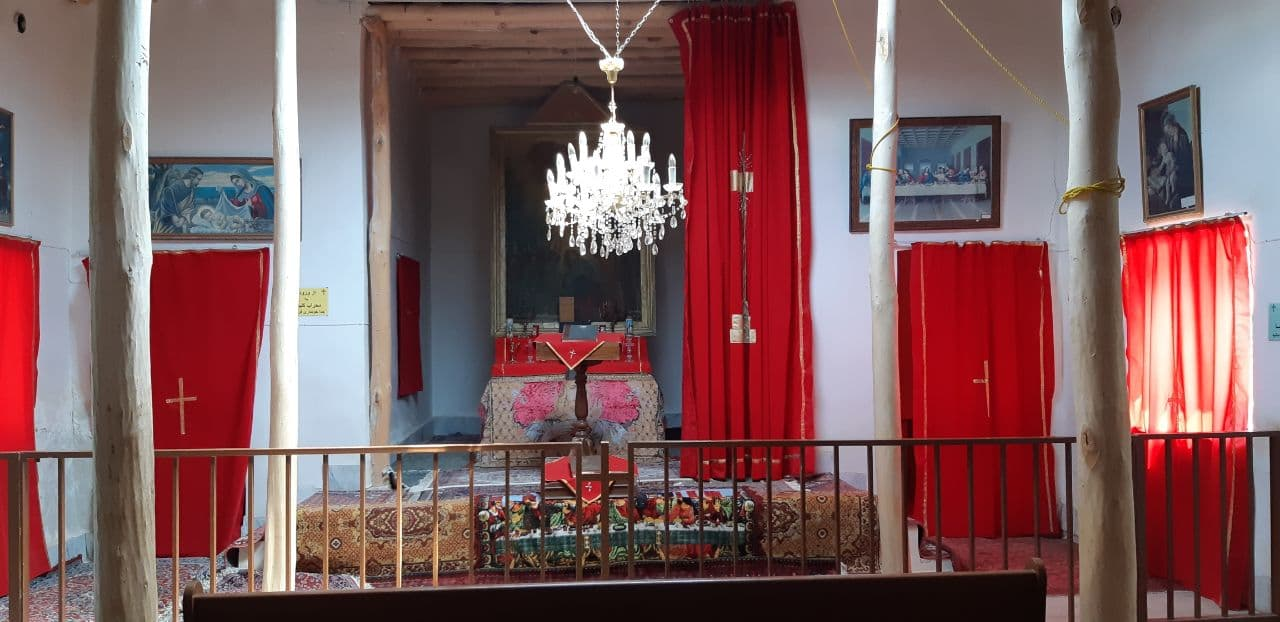
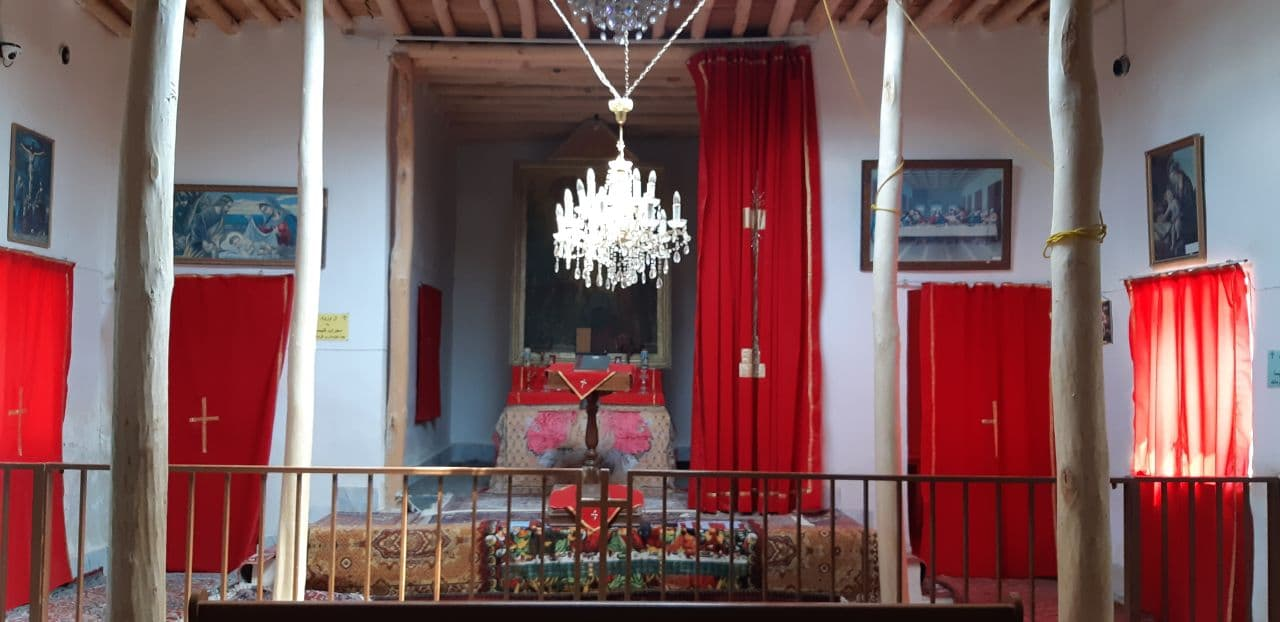
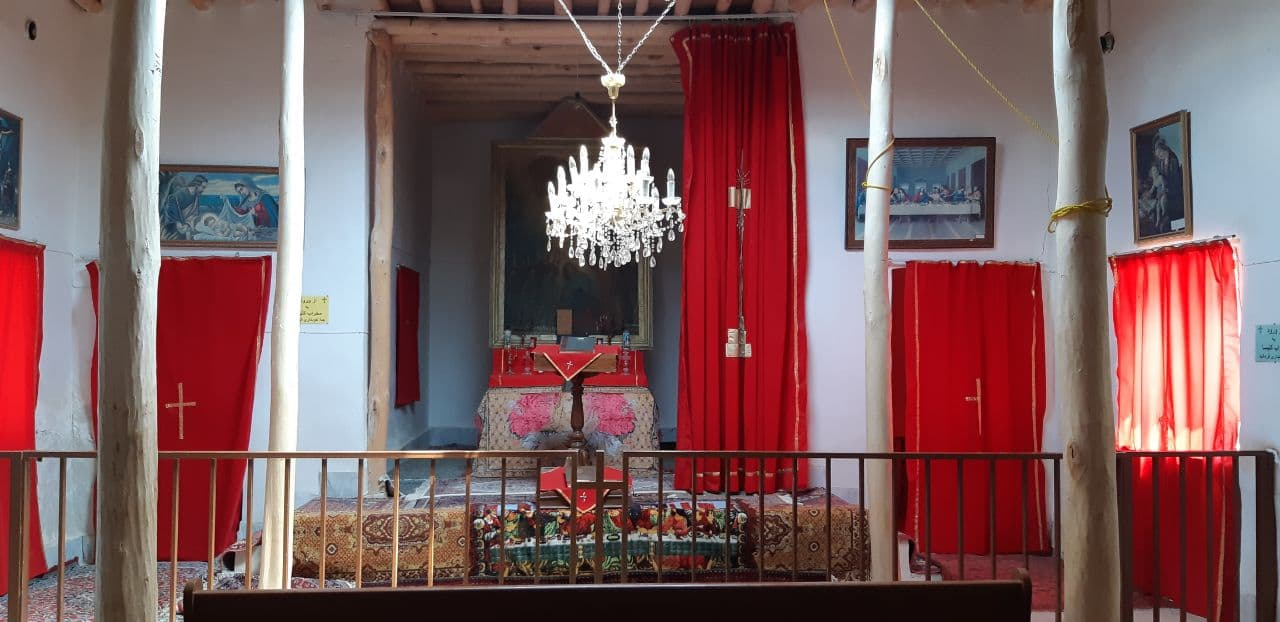
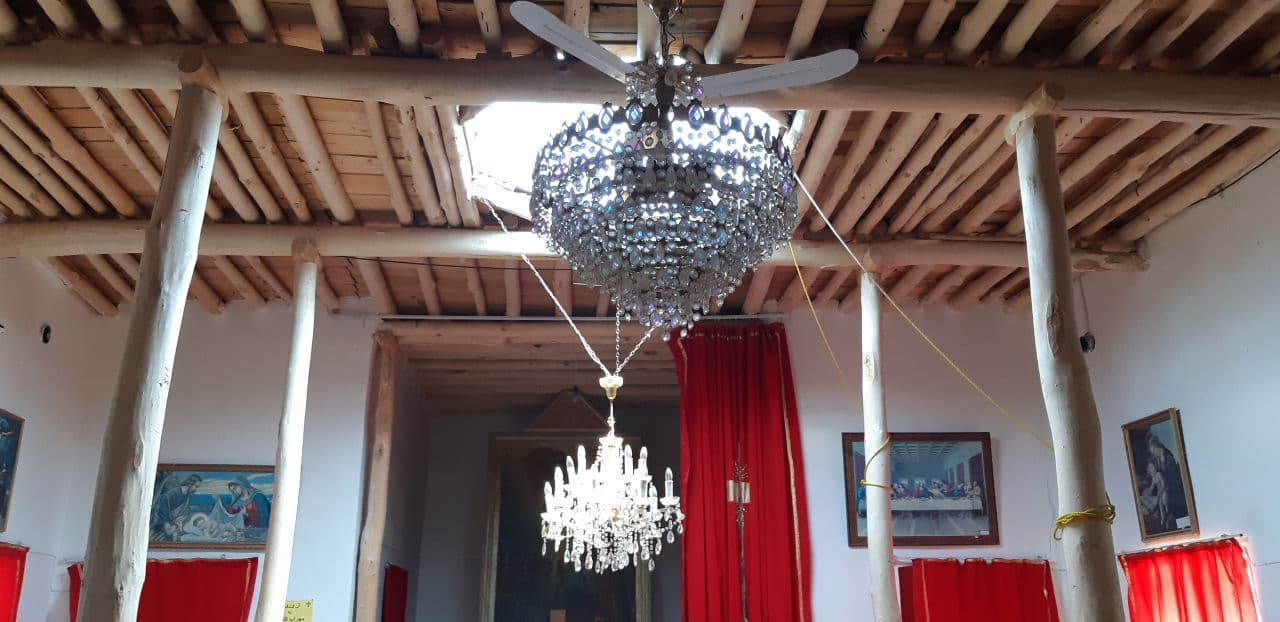
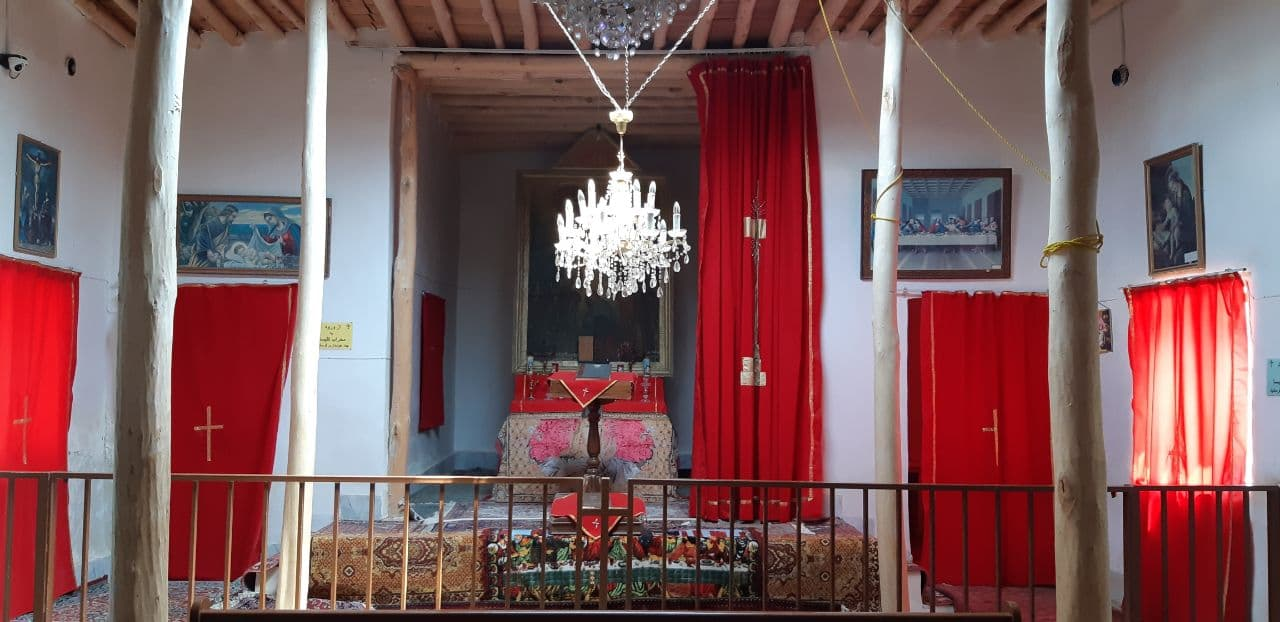
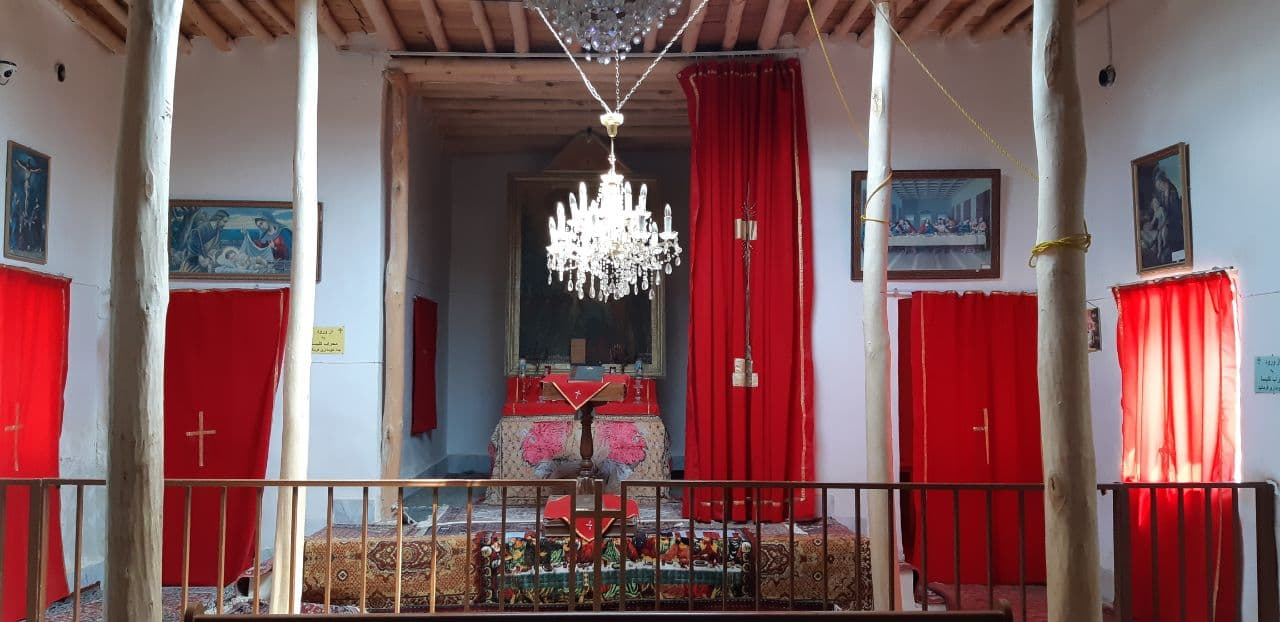
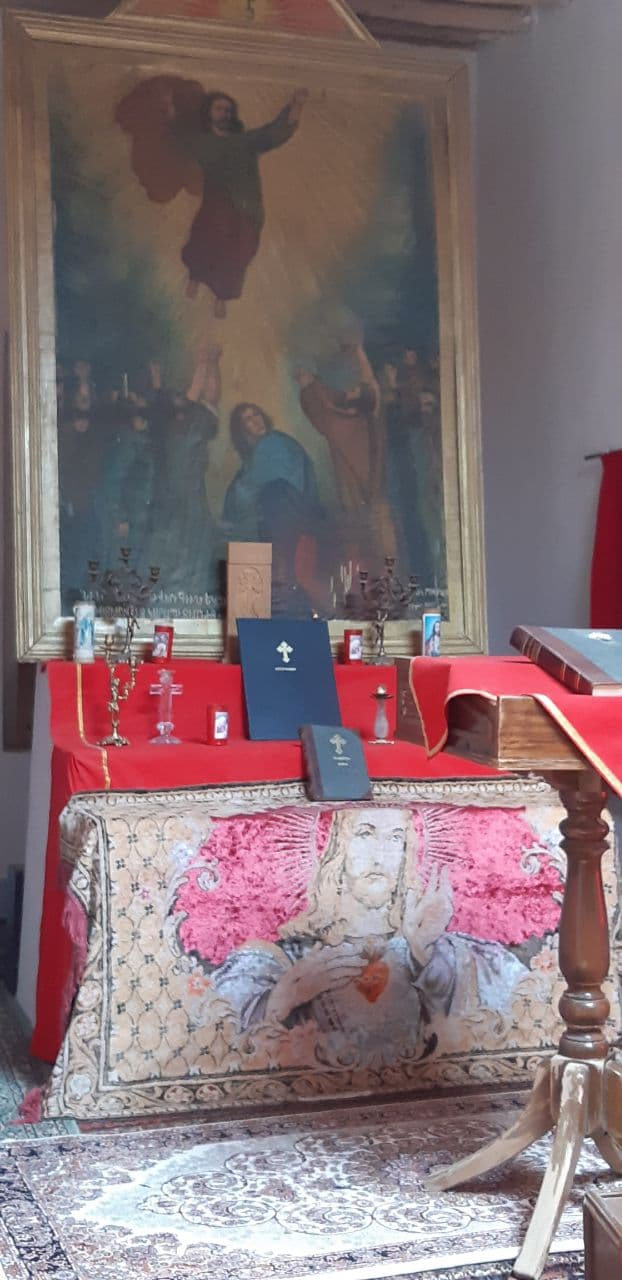
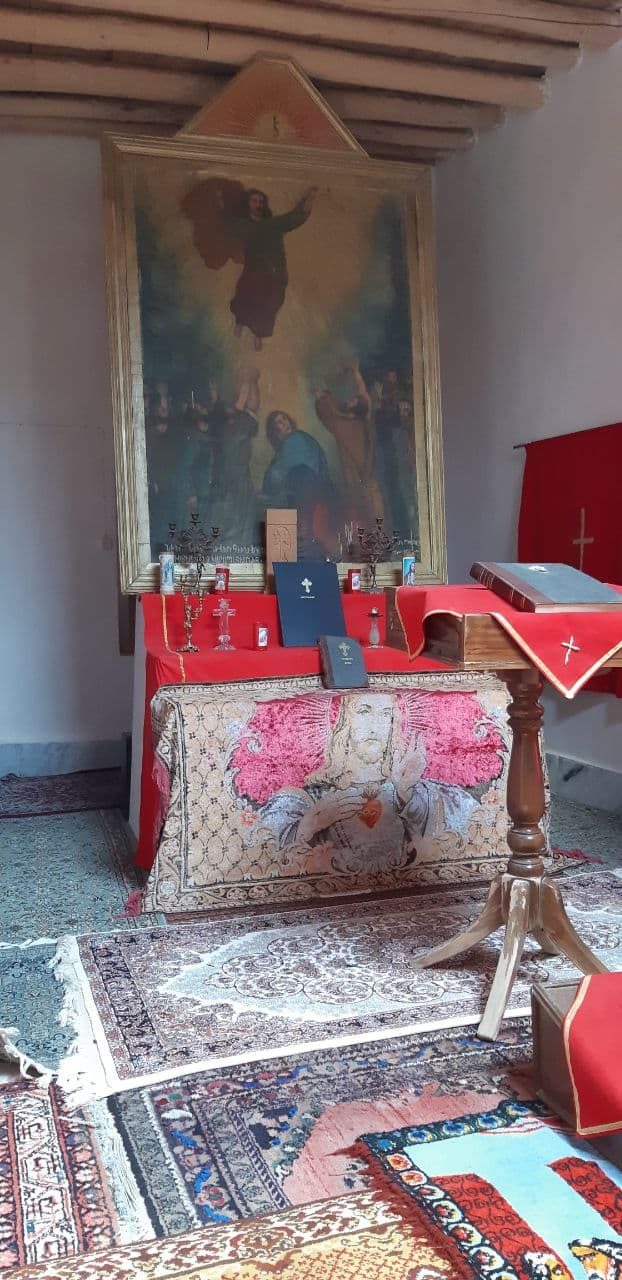
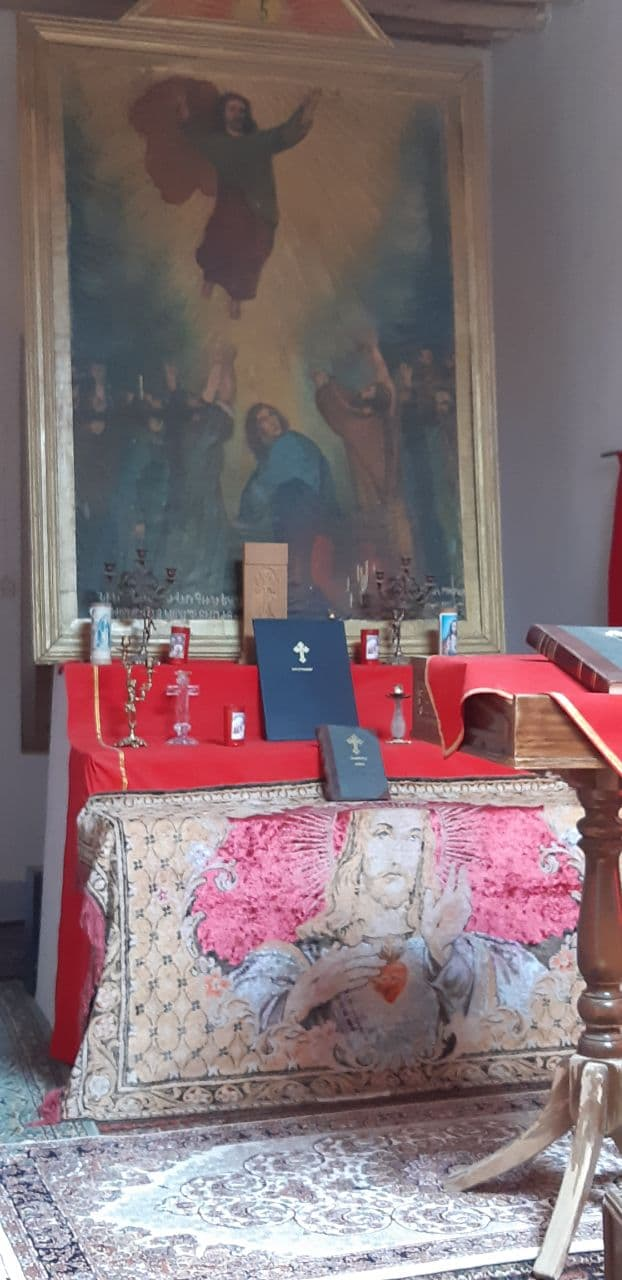
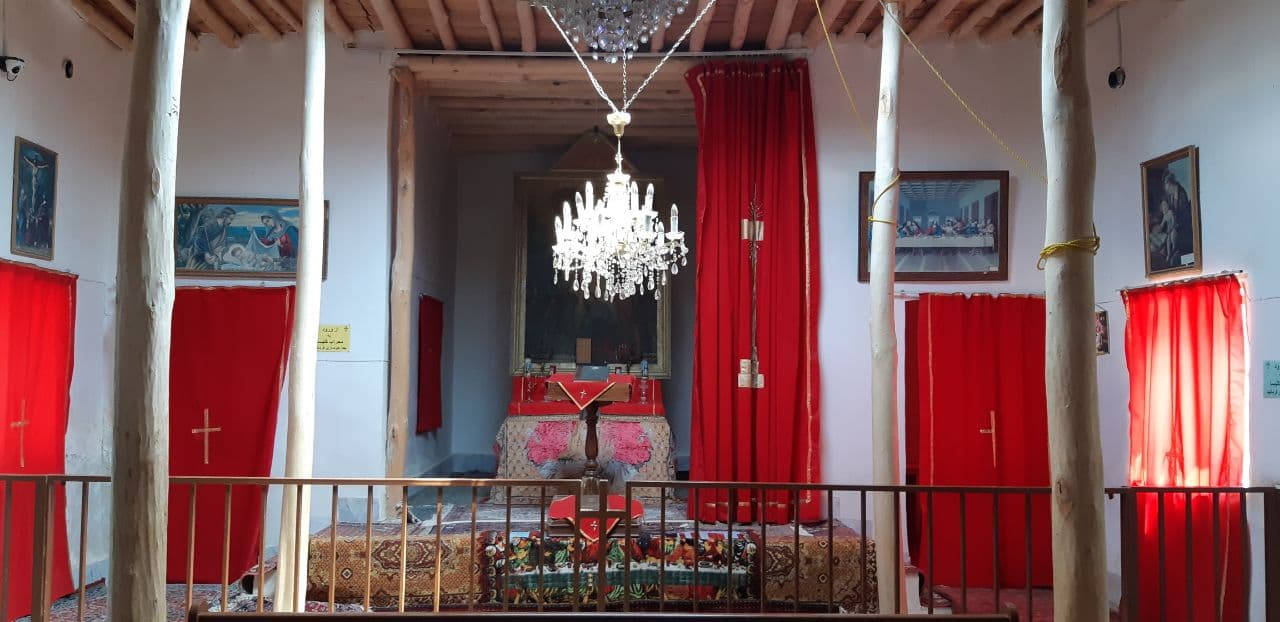
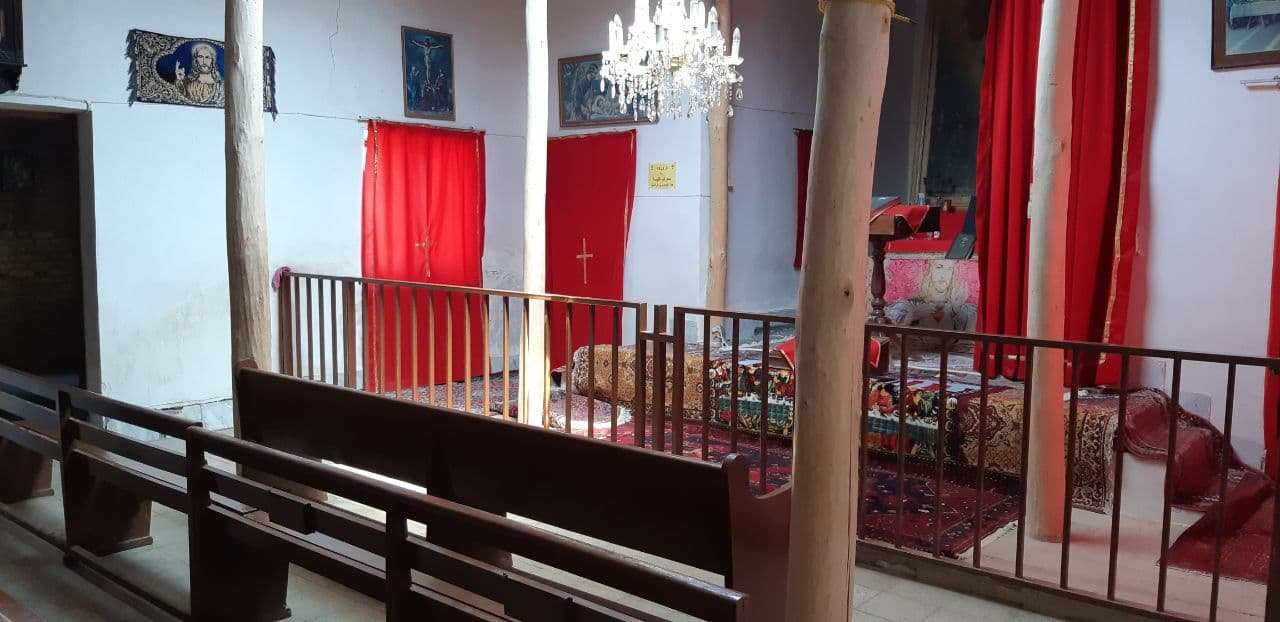
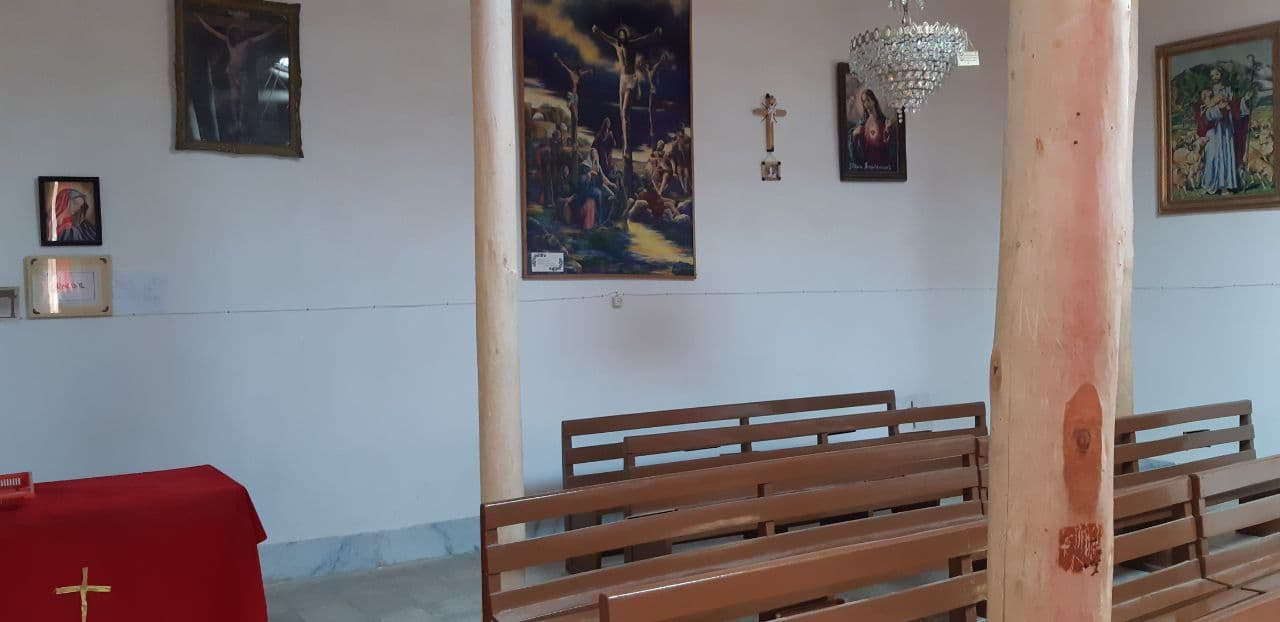
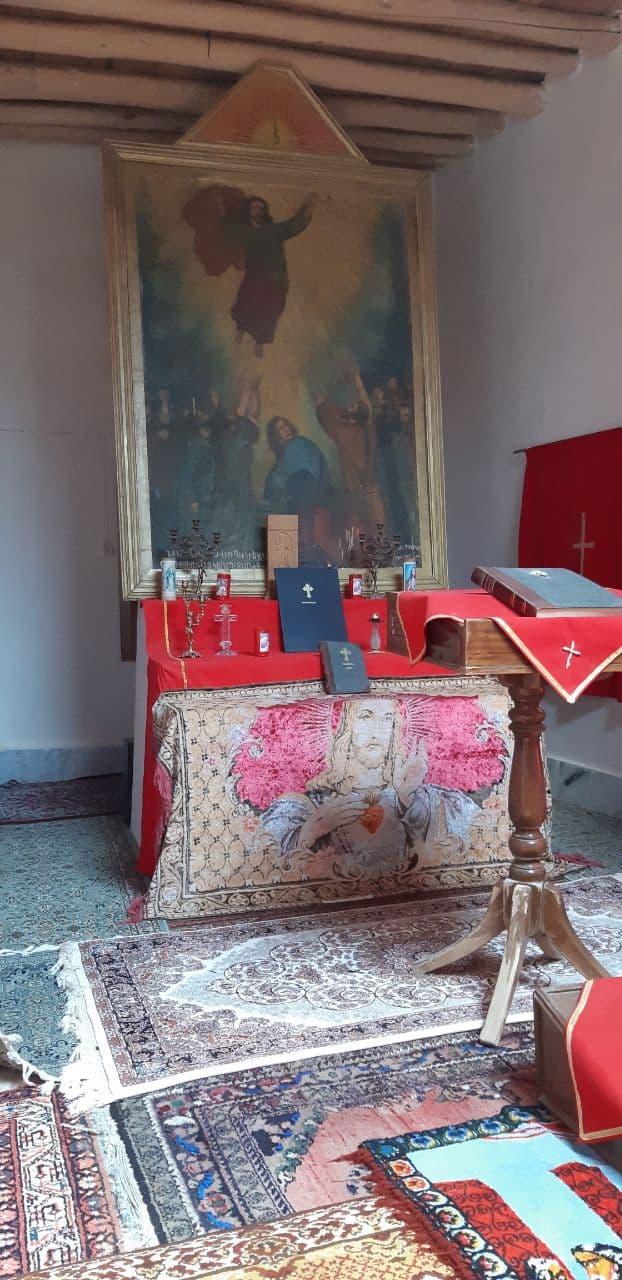
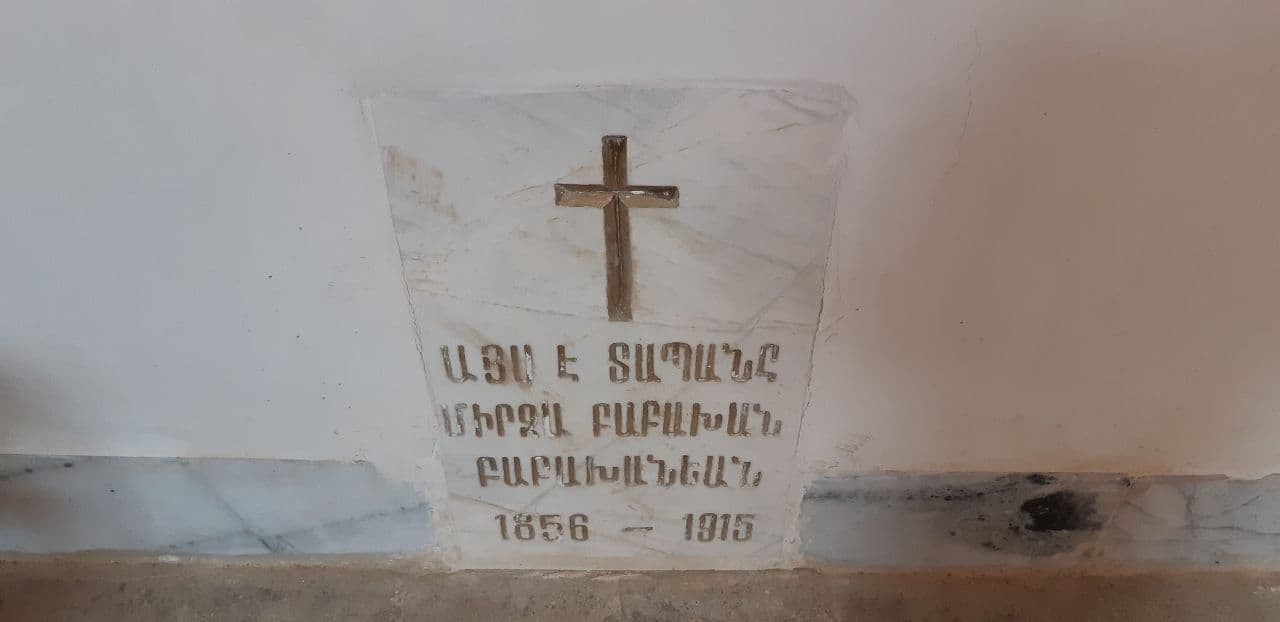
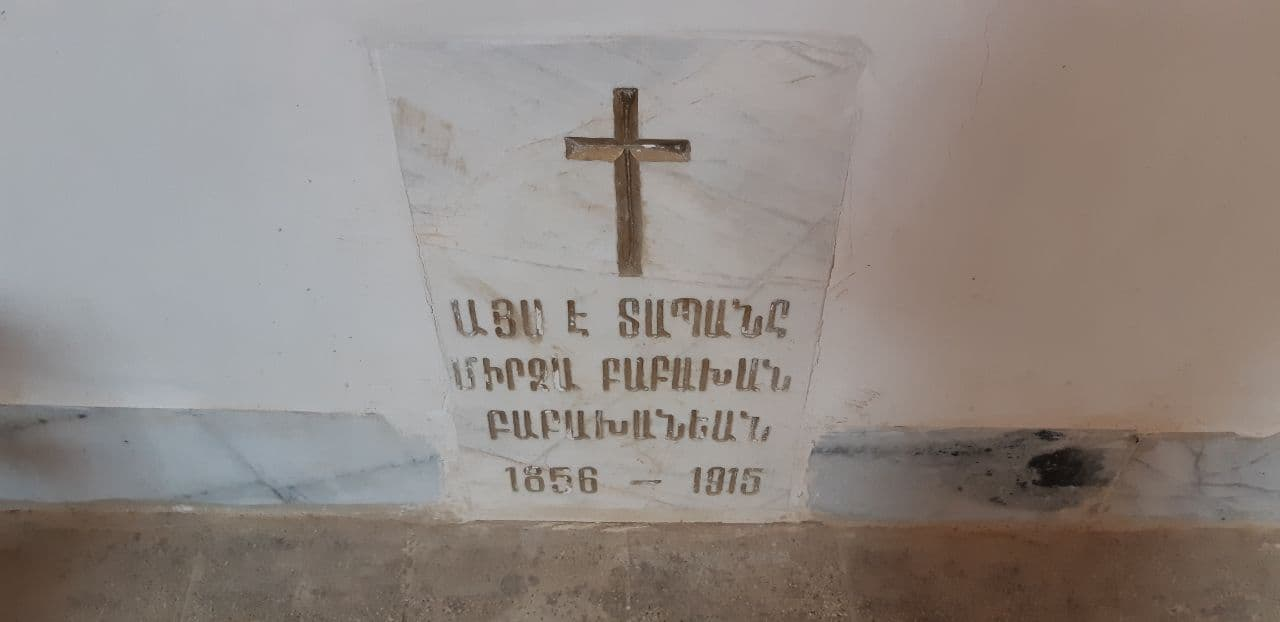
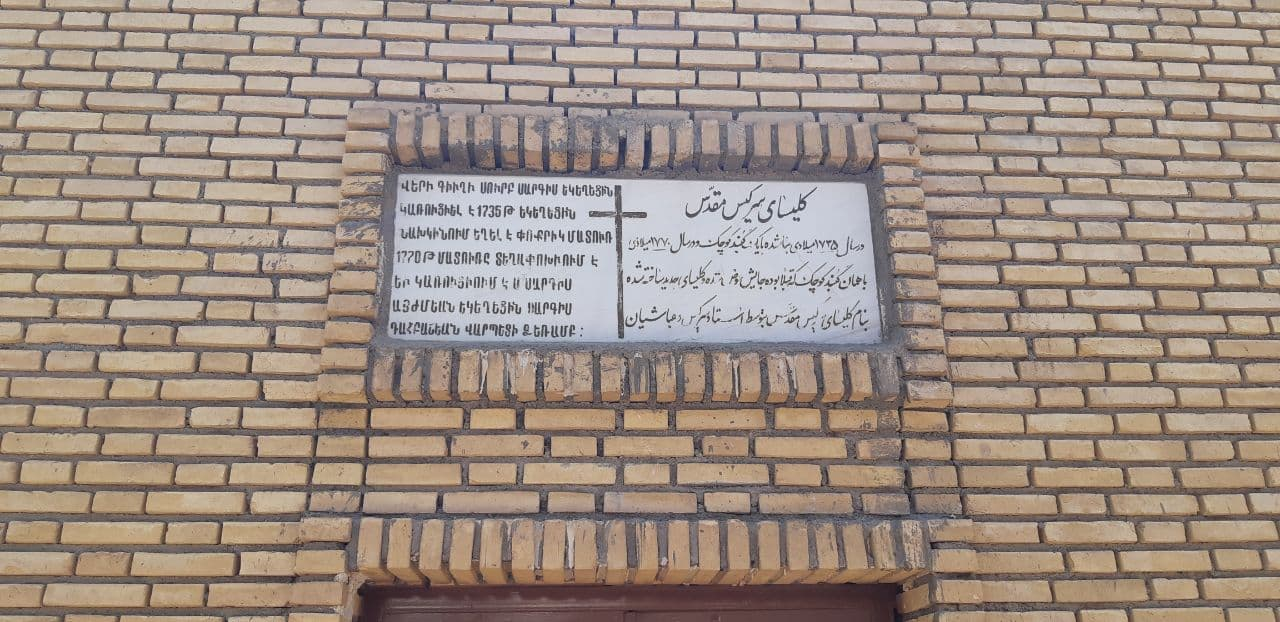
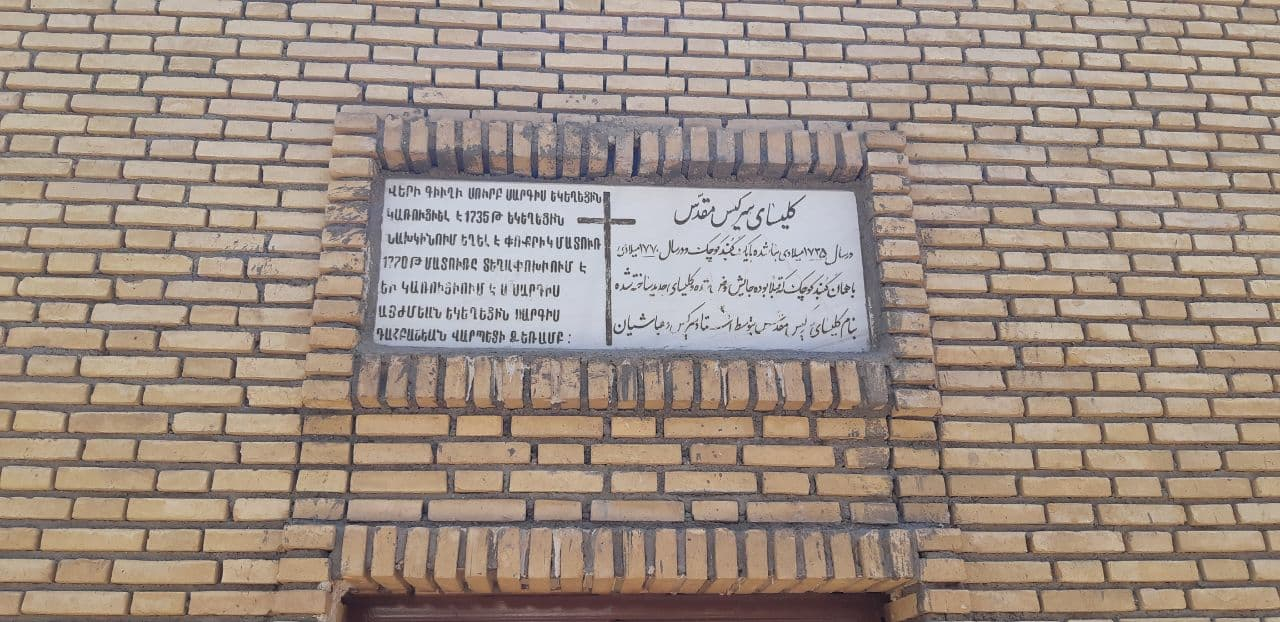
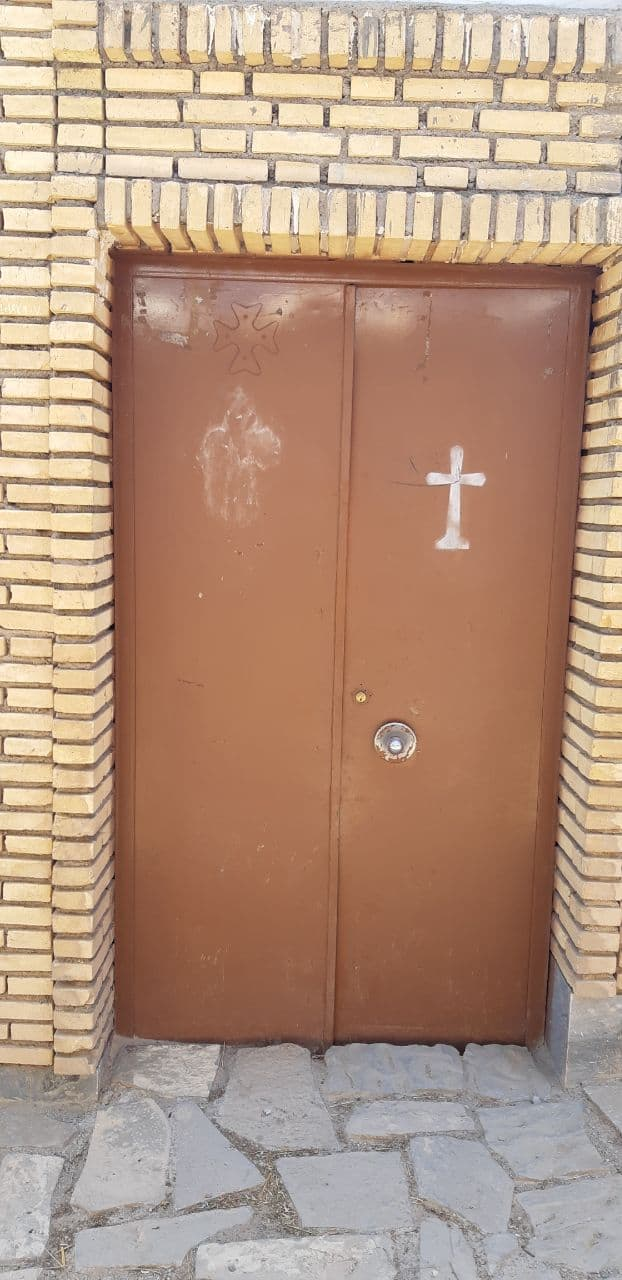
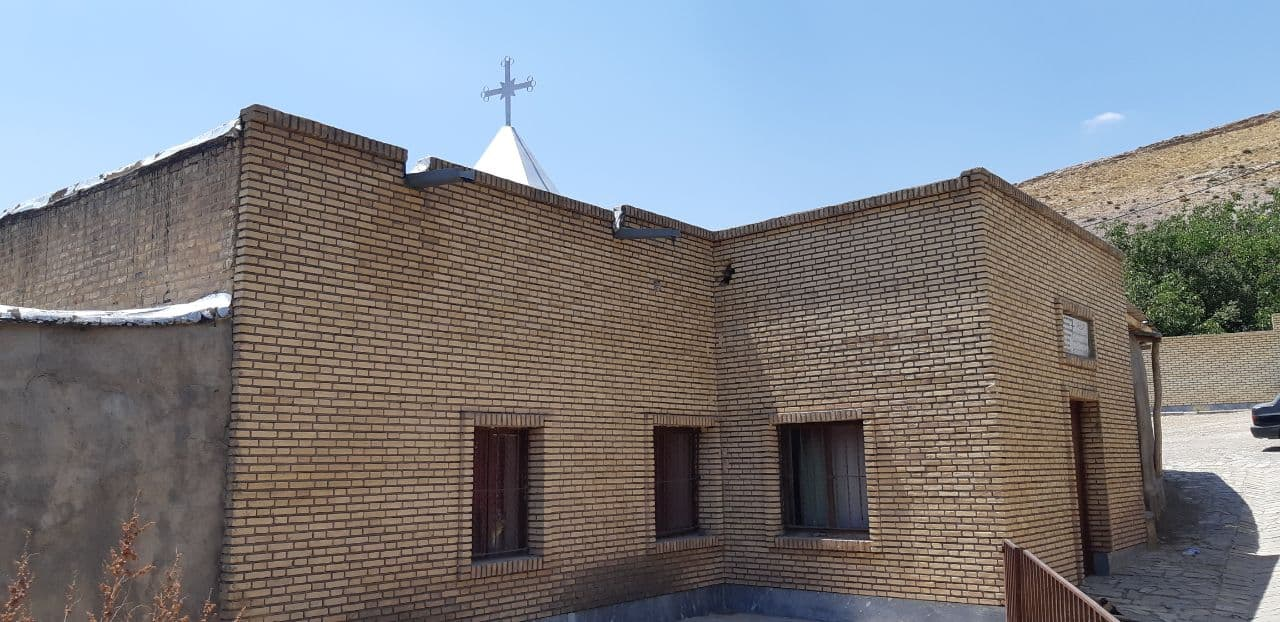
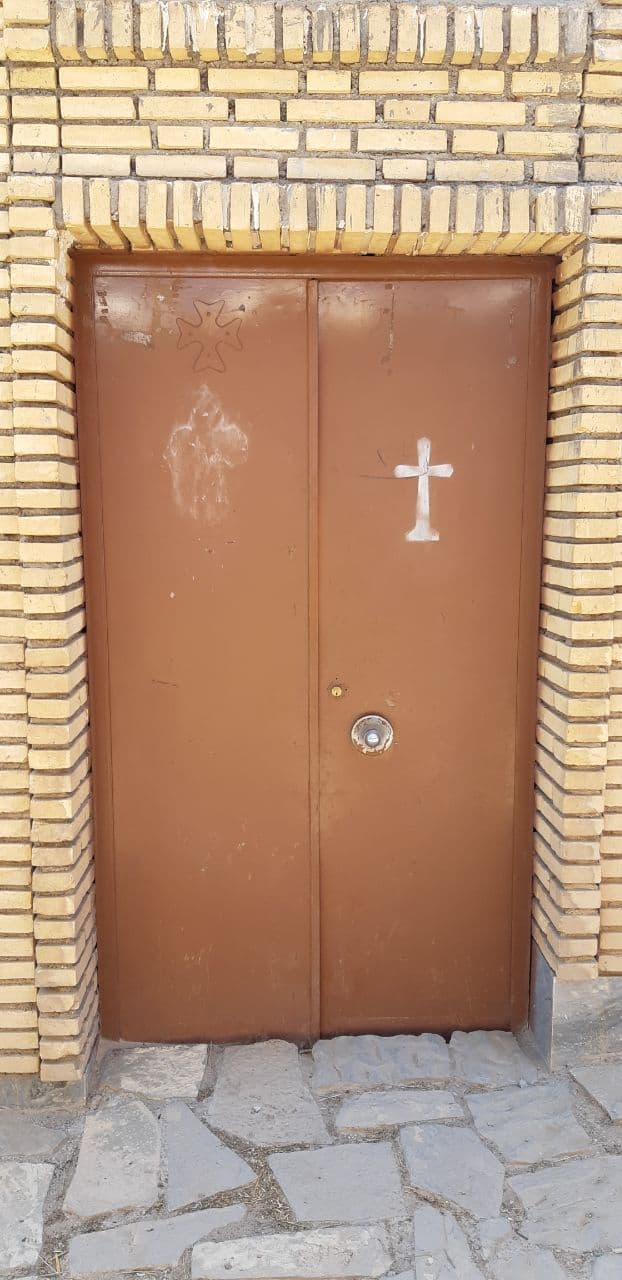
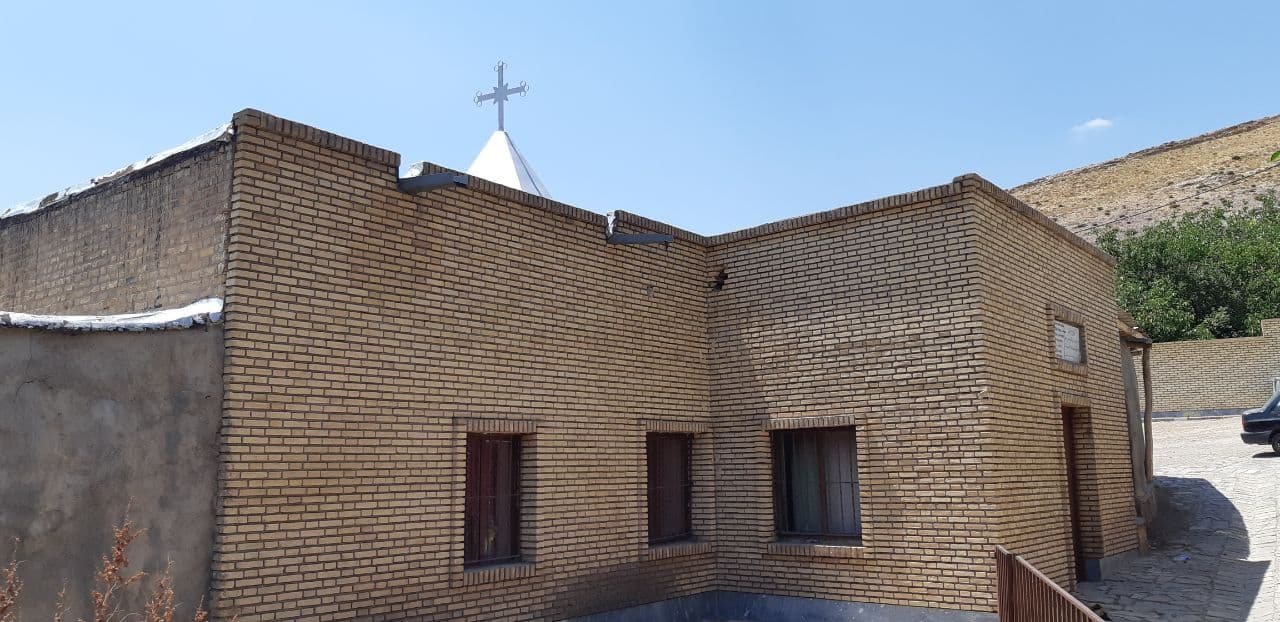
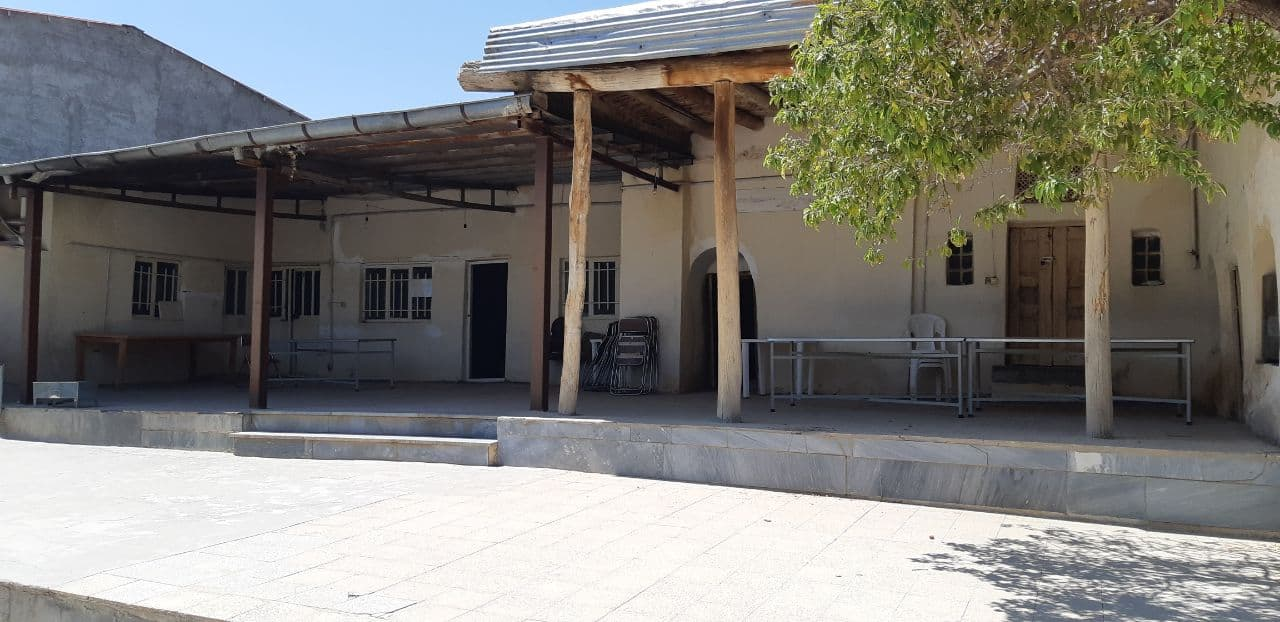
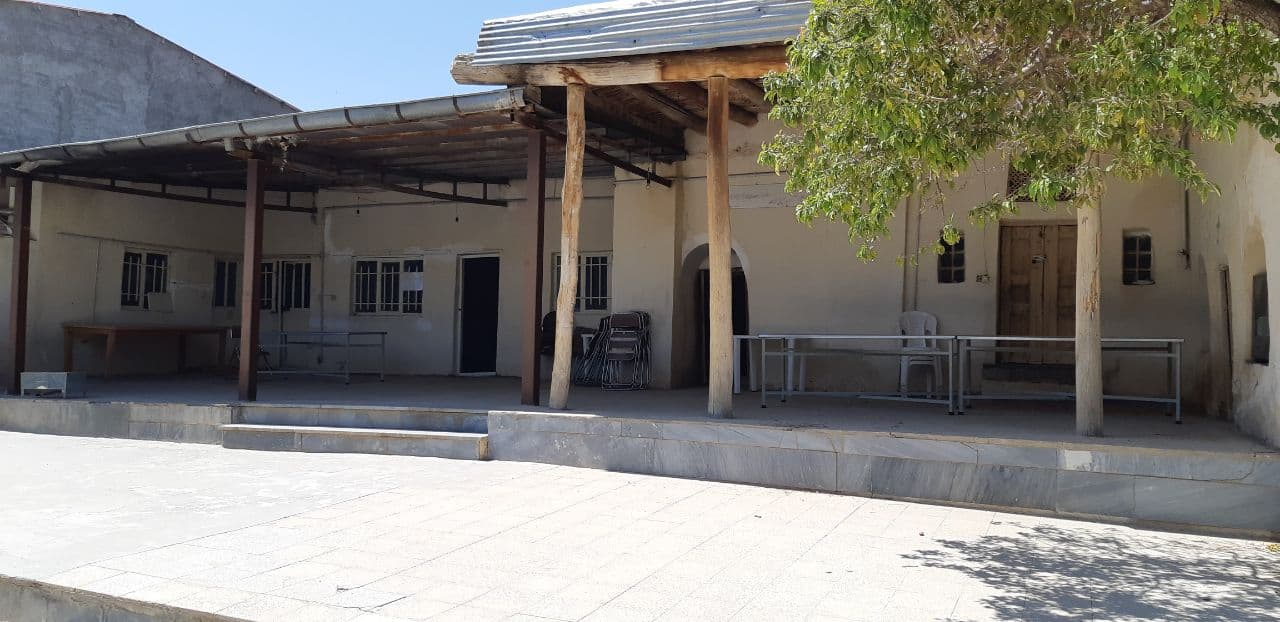